# Jürgen Bertow
Jürgen Bertow (n. 21 aprilie 1950, Berlin, RDG) este un canotor ce a reprezentat Republica Democrată Germană, medaliat olimpic. A participat la o ediție a Jocurilor Olimpice (1976) în care a câștigat o medalie de bronz.

## Participări
Lista de mai jos prezintă principalele competiții la care a participat Jürgen Bertow de-a lungul carierei.
- rowing at the 1976 Summer Olympics – men's double sculls[*][4]